# Межиас, Даниэль
Даниэль Межиас Уртадо (кат. Daniel Mejías Hurtado; 26 июля 1982, Барселона, Испания — 8 ноября 2022) — андоррский футболист, полузащитник. Выступал за клубы «Спортинг Хихон B», «Дитер», «Сан-Жулиа» и «Андорра».
С 2010 года по 2012 год являлся игроком национальной сборной Андорры, за которую провёл 5 матчей.

## Биография

### Клубная карьера
Играл за третью команду «Барселоны». В восемнадцатилетнем возрасте дебютировал в Сегунде Б за «Спортинг Хихон B». Межиас в сезоне 2000/01 сыграл в 7 матчах, забив при этом 1 гол. С 2001 года по 2003 год являлся игроком команды «Дитер», за которую провёл 22 игры. После чего сменил ряд испанских клубов из низших дивизионов: «Вильянуэва», «Пералада», «Матаро», «Куэнка», «Вильяфранка», «Спортинг Вильянуэва Промесас».
В 2008 году перешёл в стан «Сан-Жулии», выступавшей в чемпионате Андорры. Вместе с командой завоевал золотые медали чемпионата 2008/09. Летом 2009 года команда впервые участвовала в розыгрыше Лиги чемпионов. В первом раунде «Сан-Жулии» попался сан-маринский «Тре Фиори» и андоррцы смогли добиться победы (2:2 по сумме двух матчей и 5:4 в серии пенальти). «Сан-Жулиа» стала первой андоррской командой которая прошла в следующий раунд еврокубков. Во втором раунде клуб проиграл в двухматчевом сражении болгарскому «Левски» (0:9). Даниэль Межиас принял участие во всех 4 поединках. В сентябре 2009 года в матче за Суперкубок Андорры «Сан-Жулиа» обыграла «Санта-Колому» со счётом (2:1).
В 2010 году стал игроком «Андорры» из столицы одноимённого княжества. Команда выступала в низших дивизионах Испании. Межиас не играл в 2012 году около восьми месяцев из-за травмы. По имеющимся данным за «Андорру» он сыграл в 44 матчах и забил 4 гола.
Зимой 2014 года вернулся в стан «Сан-Жулии» и вместе с командой стал бронзовым призёром чемпионата и победителем Кубка Андорры. В сезоне 2014/15 выступал за «Ордино», в составе которого провёл 7 матчей и забил 1 гол.
Зимой 2017 года стал игроком «Интера» из Эскальдеса, который выступает во втором дивизионе Андорры. В дебютной игре против дубля «Лузитанса» Межиас отметился забитым голом в ворота соперника и помог новой команде выиграть со счётом (7:0). За «Интер» во втором дивизионе провёл 12 игр и забил 3 гола. В сезоне 2016/17 «Интер» стал победителем Сегона Дивизио и вернулся в Примеру.

### Карьера в сборной
29 мая 2010 года дебютировал в составе национальной сборной Андорры в товарищеской игре против Исландии. Главный тренер Кольдо выпустил Межиаса на 52 минуте вместо Сержи Морено. Матч закончился поражением андоррцев со счётом (0:4). Спустя три месяца он сыграл в ещё одной товарищеской встрече, на этот раз против Кипра (0:1).
В квалификации на чемпионат Европы 2012 Даниэль сыграл в 2 играх (против России и Македонии). 30 мая 2012 года участвовал в товарищеском матче с Азербайджаном. Поединок закончился ничьей (0:0) и стал для сборной Андорры первым за пять лет удачно сыгранным матчем.
Всего за сборную Андорры провёл 5 матчей.

## Достижения
- Чемпион Андорры (1): 2008/09
- Бронзовый призёр чемпионата Андорры (1): 2013/14
- Обладатель Кубка Андорры (1): 2014
- Обладатель Суперкубка Андорры (1): 2009
- Победитель второго дивизиона Андорры (1): 2016/17

## Личная жизнь
Основная профессия — менеджер по продажам.